# Cryphoeca angularis
Cryphoeca angularis är en spindelart som beskrevs av Saito 1934. Cryphoeca angularis ingår i släktet Cryphoeca och familjen panflöjtsspindlar. Inga underarter finns listade i Catalogue of Life.